# ألفين بلانتينغا
ألڤين كارل بلانتينغا (بالإنجليزية: Alvin Plantinga) ولد في 15 نوفمبر 1932. هو فيلسوف تحليلي مسيحي أمريكي، وأستاذ فخري للفلسفة في جامعة نوتردام.
بلانتينغا معروف على نطاق واسع لعمله في فلسفة الدين، نظرية المعرفة، الميتافيزيقيا واللاهوت الدفاعي. وهو مؤلف للعديد من الكتب بما في ذلك  الله والعقول الأخرى  (1967)،  طبيعة الضرورة  (1974)، وثلاث كتب عن نظرية المعرفة، وبلغت ذروتها في الإيمان المسيحي المبرر (2000). ولقد حاضر في محاضرات جيفورد مرتين وتم وصفه من قبل مجلة تايم باسم «فيلسوف الله الأرثوذكسي البروتستانتي القيادي لأميركا». بلانتينغا هو زميل الأكاديمية الأمريكية للفنون والعلوم، ويعتبر على نطاق واسع أهم فيلسوف مسيحي في العالم على قيد الحياة.

## السيرة الذاتية

### الأسرة
ولد بلانتينغا في 15 نوفمبر 1932، في آن أربور بميشيغان. وكان والد بلانتينغا مهاجر من الجيل الأول، ولد في هولندا. عائلته من محافظة فريزلاند الهولندية. حصل والد بلانتينغا على الدكتوراه في الفلسفة من جامعة ديوك ودرجة الماجستير في علم النفس، وعلًّم العديد من الموضوعات الأكاديمية في الكليات المختلفة على مر السنين. أحد أشقاء بلانتينغا ويدعى كورنيليوس "نيل" بلانتينغا الابن هو لاهوتي ورئيس سابق لكالفين اللاهوتي. آخر من إخوته ويدعى ليون، هو أستاذ فخري في علم الموسيقى في جامعة ييل. وشقيقه تيريل يعمل لشبكة سي بي إس نيوز.
في عام 1955، تزوج بلانتينغا من كاثلين دي بوير. وهو وزوجته لديهما أربعة أطفال: كارل، وجين، وهاري، وآن. أبنائه الإثنين أساتذة في كلية كالفن، وكارل في دراسات الأفلام وهاري في علم الحاسوب. هاري أيضا مدير مكتبة أثيري المسيحية الكلاسيكية في الكلية. ابنة بلانتينغا الكبيرة (جين بلانتينغا)، قس في الكنيسة شاطئ رينييه المشيخية (الكنيسة المشيخية) في سياتل، واشنطن، وابنته الشابة (آن كابتن)، مبشرة في الكاميرون وتعمل لحساب مترجمي ويكليف للكتاب المقدس.

### تعليمه
في نهاية الصف الحادي عشر، حثه والده على تخطي سنته الأخيرة في المدرسة الثانوية والالتحاق فورا بالكلية. وتبع بلانتينغا على مضض نصيحة والده عام 1949، قبل بضعة أشهر من عيد ميلاده ال17، التحق بكلية جيمس تاون، في بولاية داكوتا الشمالية. خلال العام نفسه، قبل والده على وظيفة التدريس في كلية كالفن، بغراند رابيدز في ميشيغان. في يناير 1950، انتقل بلانتينغا إلى غراند رابيدز مع عائلته والتحق بكلية كالفن. خلال الفصل الدراسي الأول له في كالفين، حصل بلانتينغا على منحة دراسية لحضور جامعة هارفارد. بداية من خريف عام 1950، قضى بلانتينغا فصلين دراسيين في جامعة هارفارد. وفي عام 1951 وخلال عطلة ربيع هارفارد، حضر بلانتينغا بضعة صفوف للفلسفة في كلية كالفن، وكان وليام هاري جيليما أستاذ الفلسفة معجبا جدا بعودة كالفين عام 1951 لدراسة الفلسفة تحت قيادته. في عام 1954، بدأ بلانتينغا دراساته العليا في جامعة ميشيغان حيث درس تحت وليام الستون، ووليام فرانكينا، وريتشارد كارترايت من بين أناس آخرين. وبعد ذلك بعام، في عام 1955، انتقل إلى جامعة ييل حيث حصل على شهادة الدكتوراه في عام 1958.

### مهنة التدريس

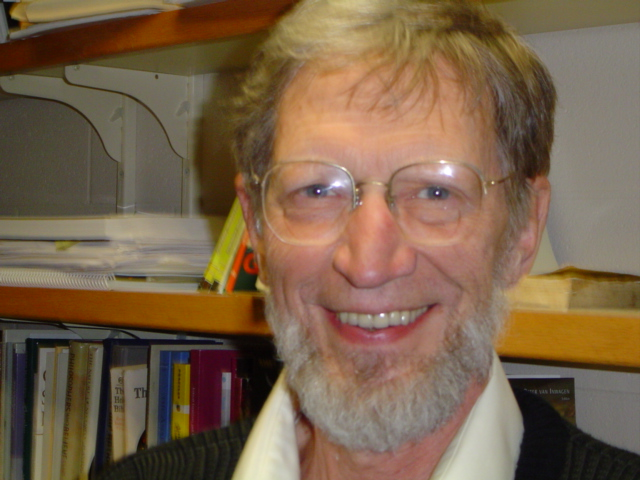
بلانتينغا في جامعة نوتردام سنة 2004

بدأ بلانتينغا مسيرته كمرشد في قسم الفلسفة في جامعة ييل عام 1957، ثم أصبح في عام 1958 أستاذا للفلسفة في جامعة ولاية واين أثناء أوجها كمركز رئيسي للفلسفة التحليلية. في عام 1963، قبل وظيفة التدريس في كلية كالفين، حيث حل محل جيليما المتقاعد. ثم قضى السنوات ال 19 المقبلة في كالفين قبل أن ينتقل إلى جامعة نوتردام في عام 1982. وقد تقاعد من جامعة نوتردام عام 2010، وعاد إلى كلية كالفين، حيث كان بمثابة الرئيس الأول لكرسي وليام هاري جيليما للفلسفة. وقد قام بتدريب العديد من الفلاسفة البارزين الذين يعملون في الميتافيزيقيا ونظرية المعرفة ومنهم مايكل بيرجمان في بوردو ومايكل ريا في جامعة نوتردام، وترينتون ميريكس الذي يعمل في جامعة فيرجينيا.

### الجوائز
خدم بلانتينغا رئيسا للرابطة الأمريكية الفلسفية الشعبة الغربية (1981-1982). ورئيسا للجمعية الفلاسفة المسيحيين (1983-1986).
لديه درجة فخرية من جامعة غلاسكو (1982)، كلية كالفن (1986)، كلية بارك الشمالية (1994)، وجامعة أمستردام الحرة (1995)، وجامعة بريغهام يونغ (1996)، وجامعة فالبارايسو (1999).
وكان زميل غوغنهايم (1971-1972)، وانتخب زميلا في الأكاديمية الأمريكية للفنون والعلوم في عام 1975.
في عام 2006، أعاد مركز جامعة نوتردام لفلسفة الدين تسمية زمالة الباحث المتميز باسم (زمالة ألفين بلانتينغا). تتضمن الزمالة محاضرة سنوية من قبل زميل بلانتينغا الحالي.
في عام 2012، منح قسم الفلسفة، وقسم التاريخ وفلسفة العلوم، ومركز تاريخ وفلسفة العلوم بجامعة بيتسبرغ بالاشتراك جميعا بلانتينغا جائزة نيكولاس ريشر للفلسفة المنهحية، الذي تلقاها بحديث عنوانه «الدين والعلم: أين يكمن التعارض حقا».

## وجهات نظر فلسفية
جادل بلانتينغا أن بعض الناس يمكن أن يعرفوا أن الله موجود في الاعتقاد الأساسي ولا يتطلب حجة. وقد طور هذه الحجة في اثنين من الأنماط المختلفة: أولا، في «الله والعقول الأخرى » (1967)، من خلال الاعتماد على التكافؤ بين المجادلة الغائية ووجهة نظر الحس السليم التي عند الناس من عقول الأخرى تقوم قياسا على عقولهم. وقد وضع بلانتينغا أيضا حساب معرفي أشمل لطبيعة فلسفة التبرير والتي تسمح بوجود الله كاعتقاد أساسي.
وقد جادل بلانتينغا أيضا بأنه لا يوجد تضارب منطقي بين وجود الشر ووجود إله كليّ القدرة، وكليّ المعرفة، وكليّ الصلاح.

### مشكلة الشر
طرح بلانتينغا «دفاع الإرادة الحرة» في مجلد تم تحريره بواسطة ماكس الأسود في عام 1965، الذي يسعى لدحض مشكلة منطقية الشر، بحجة أن وجود الشر لا يتفق منطقيا مع وجود إله كليّ القدرة، وكليّ المعرفة، وكليّ الصلاح. حجة بلانتينغا (بشكل مختصر) تقوم على أنه '«من الممكن أن الله، حتى بكونه كلي القدرة، لا يمكنه خلق عالم من المخلوقات الحرة التي لا تختار الشر أبدا. وعلاوة على ذلك، فمن الممكن أن الله حتى وبكونه كليّ القدرة، لسوف يرغب أن يخلق عالم يحتوي على الشر إذا كان الخير الأخلاقي يتطلب مخلوقات أخلاقية الحرة».
ونال دفاع بلانتينغا قبولا واسعا بين الفلاسفة المعاصرين عند تناول أخلاقية الشر. ومع ذلك، معالجة الحجة لطبيعة الشر قد تم التنازع عليها بشكل أكبر. وفقا لموسوعة الإنرن للفلسفة، «تتعارض الحجة أيضا مع المذاهب توحيدية مهمة»، بما في ذلك فكرة الجنة وفكرة أن الله لديه إرادة الحرة. ويرى جي. إل. ماكي دفاع الإرادة الحرة لبلانتينغا غير متماسك.
كتاب بلانتينغا الذي استقبل بشكل جيد الله والحرية والشر كُتِب عام 1974 أعطى رده على ما اعتبره نقد الإيمان الغير مكتمل وغير ممحص للثيوديسيا. وأعلنت مساهمة بلانتينغا أن عند إضافة مسألة عقيدة شاملة من الحرية لمناقشة خير الله وقدرته الكلية فإنه لا يمكن استبعاد وجود الشر في العالم بعد إدخال الحرية في المناقشة. يجري ملخص بلانتينغا الخاص في بحث بعنوان «هل أمكن ل الله أن يخلق عالم يحتوي الخير ولكن لا يحتوي على الشر»، حيث يوضح استنتاجه بأن «... ثمن خلق عالم ينتج الخير هو خلق آخر ينتج الشر أيضا».

## روابط خارجية
- ألفين بلانتينغا على موقع الموسوعة البريطانية (الإنجليزية)
- ألفين بلانتينغا على موقع ميوزك برينز (الإنجليزية)